# إسبانيا في الألعاب الأولمبية الصيفية 1976
شارك إسبانيا في دورة الألعاب الأولمبية الصيفية 1976، التي أقيمت في مونتريال بكندا، في الفترة الممتدة من 17 يوليو حتى 1 أغسطس، بوفد قوامه 114 رياضي (103 رجال، 11 نساء) في 13 لعبة.
حصد إسبانيا ميداليتين فضيتين في هذه الدورة محتلاً المرتبة 30 في الترتيب النهائي بين 92 دولة مشاركة.

## قائمة الميداليات
| الميدالية | الرياضي                                                                          | المنافسة   | المسابقة                             |
| فضية      | أنطونيو غوروستيغي بيدرو لويس ميجيت                                               | الشراع     | 470 - رجال                           |
| فضية      | إيرمينيو مينينديث خوسيه ماريا إستيبان لويس غريغوريو راموس خوسيه رامون لوبيث دياث | كانو كاياك | كاياك "كي 4" لمسافة 1.000 متر - رجال |